# Финансово инженерство
Финансово инженерство или компютърни финанси (на английски като computational finance и financial engineering) e междудисциплинарна област, която се основава на изчислителния интелект, математическите финанси, числени методи и компютърни симулации, за да се търгува, хеджира и да се вземат инвестиционни решения, както и да се подпомага управлението на риска от тези решения. Прилагайки различни методи, практикуващите компютърни финанси се стремят прецизно да определят финансовия риск, който определени финансови инструменти създават.